# Hofheim am Taunus
Hofheim am Taunus (o simplemente Hofheim) es la capital del distrito de Meno-Taunus, al sur del estado de Hesse, en Alemania. Forma parte del área metropolitana de Fráncfort del Meno.

## Ubicación

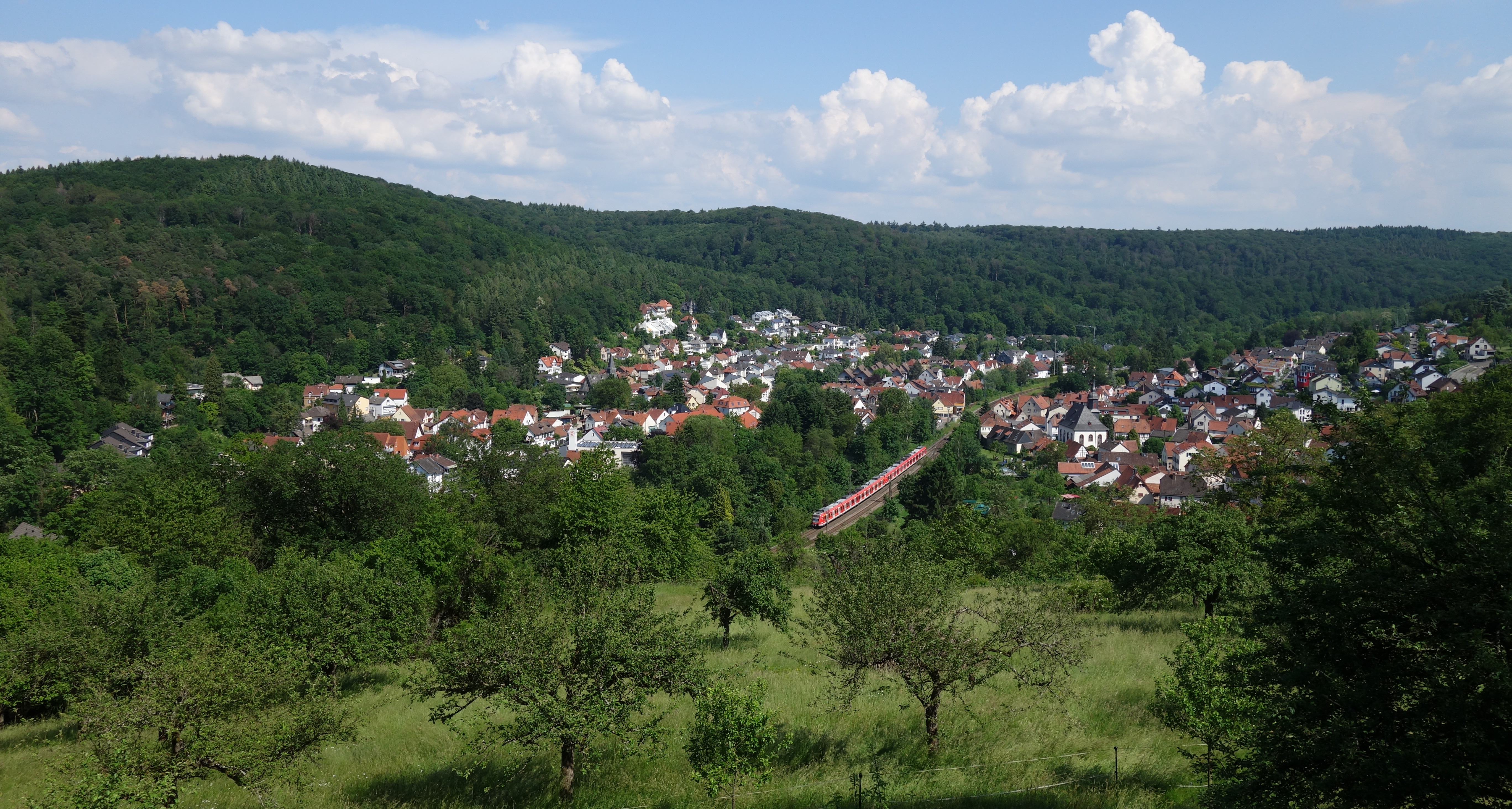
Distrito de Lorsbach y S-Bahn

Está ubicada al sur de la cordillera del Taunus, 17 km al oeste del centro de Fráncfort del Meno y 17 km al este de los centros de Wiesbaden y Maguncia. El aeropuerto de Fráncfort del Meno está a 12 km hacia el sur. Fráncfort del Meno es fácilmente accesible por vía férrea y por la autopista A66 pudiendo realizarse el viaje en minutos. 

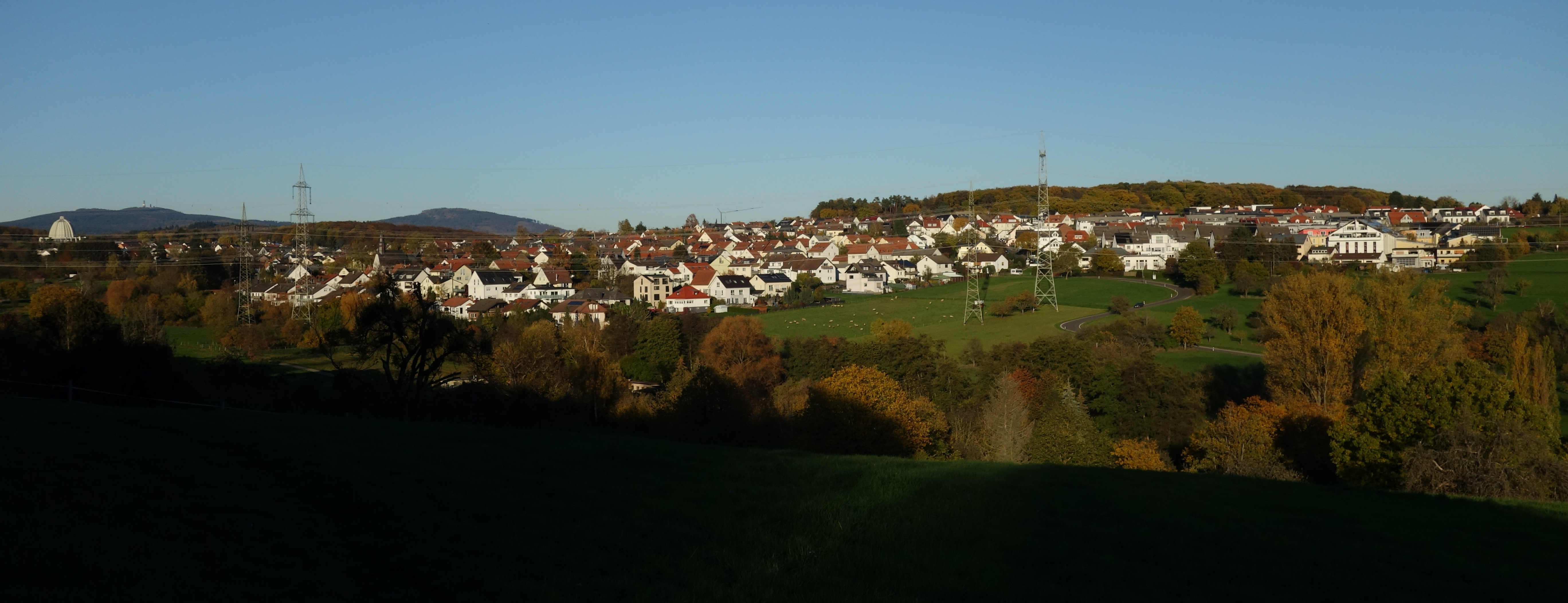
Distrito de Langenhain

Abarca los suburbios de Marxheim, Diedenbergen, Lorsbach, Langenhain (donde se ubica la Casa Europea de Adoración Bahá'í), Wallau y Wildsachsen.
Hofheim integra una de las zonas de mayor crecimiento poblacional y económico de Alemania. El desempleo es el segundo más bajo en el estado de Hesse y uno de los más bajos de Alemania. Por su condición de centro administrativo del distrito, también está considerada como el centro económico del distrito de Meno-Taunus.
Cuenta con un centro histórico en perfecto estado de conservación. El 40% de su superficie está formada por bosques y paisajes abiertos. Existen varias escuelas secundarias y otras instalaciones para educación superior. También alberga las mayores piscinas del área metropolitana de Frankfurt, ubicadas en la zona norte de la localidad (Termas de Rhein Main).
La localidad fue mencionada por primera vez en 1262, como Hoveheim.

## Eventos
La principal celebración anual es el Waeldchestag, celebrado a la semana siguiente de Corpus Christi. Es una vacación pública local y las escuelas son cerradas desde las once de la mañana.
El premio Alois Kottmann a la ejecución clásica de violín con bel canto es un reconocimiento internacional que forma parte de una competición que tiene lugar durante el festival internacional de música de Hesse Main-Taunus Hofheim, celebrado anualmente durante mayo o junio.

## Enlaces externos

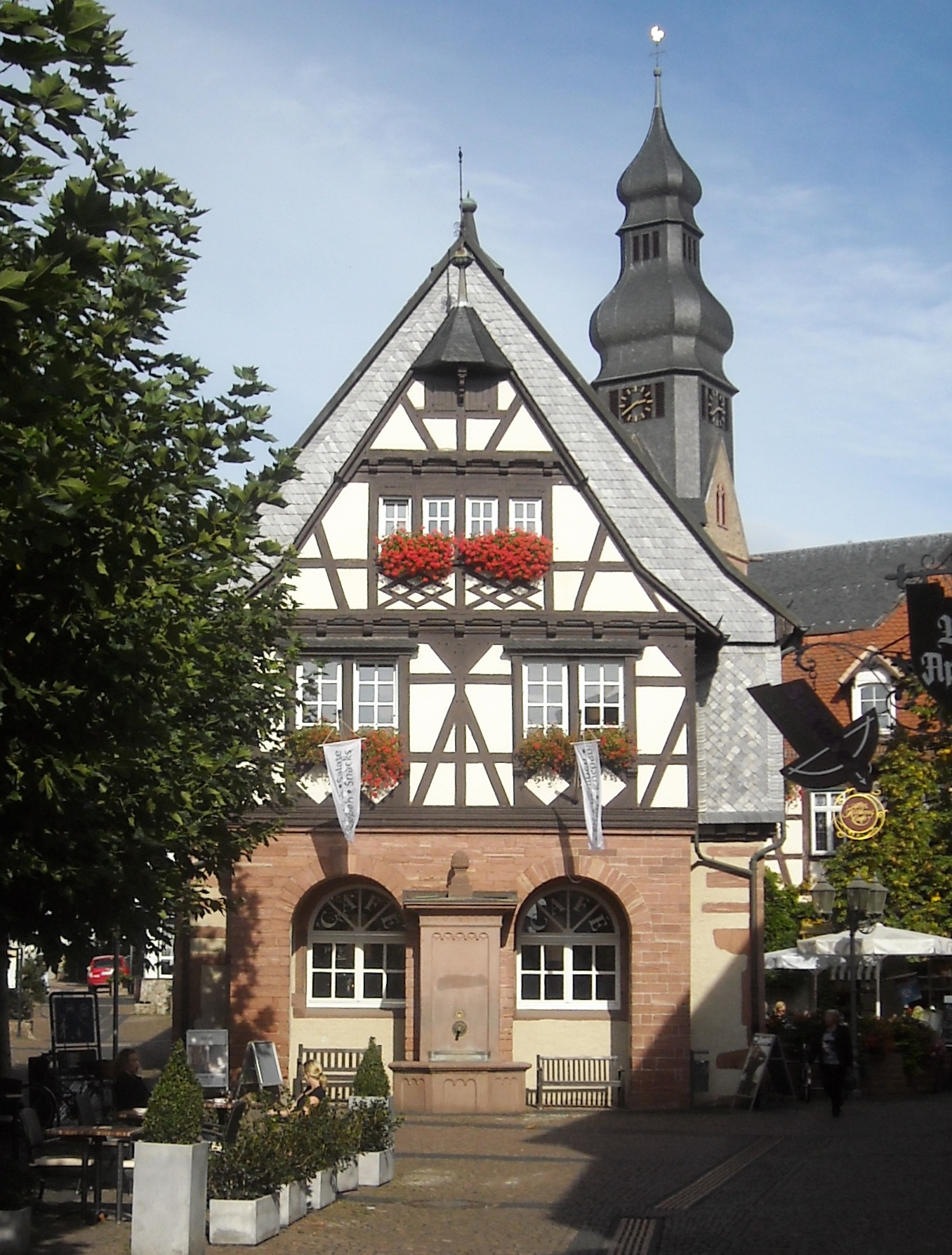
Antiguo ayuntamiento de Hofheim am Taunus.

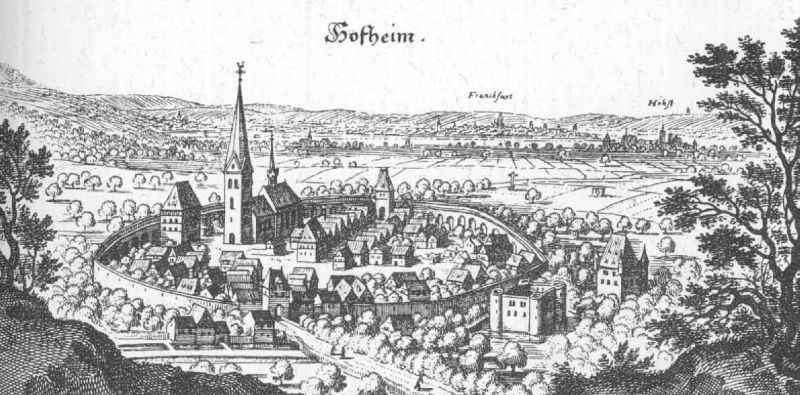
Grabado de Hofheim am Taunus en Topographia Germaniae de Matthäus Merian (padre), 1655.